# تلانگانا
تلنگانا ایالت جدیدی در جنوب کشور هندوستان می‌باشد که در تاریخ ۲ ژوئن ۲۰۱۴ تشکیل شده‌است. این ایالت سابقاً یکی از بخش‌های سه‌گانه ایالت آندراپرادش بود
مساحت این ایالت ۱۱۴٬۸۴۰ کیلومترمربع است و جمعیت آن بالغ بر ۳۵٬۱۹۳٬۹۷۸ نفر است. پایتخت مشترک آن با ایالت آندراپرادش، شهر حیدرآباد می‌باشد